# Dormilon à nuque jaune
Muscisaxicola flavinucha
Espèce
Statut de conservation UICN

 LC  : Préoccupation mineure
Le Dormilon à nuque jaune (Muscisaxicola flavinucha) est une espèce de passereaux placée dans la famille des Tyrannidae.

## Illustrations
- Photos

## Répartition
il fréquente la partie méridionale des Andes ; il hiverne à travers la puna.

## Habitat
Son habitat est les prairies tempérées et, en haute montagne, dans les régions tropicales et subtropicales.

## Sous-espèces
D'après la classification de référence (version 3.4, 2013) du Congrès ornithologique international, cette espèce est constituée des sous-espèces suivantes (ordre phylogénique) :
- Muscisaxicola flavinucha brevirostris Olrog 1949
- Muscisaxicola flavinucha flavinucha Lafresnaye 1855